# Mark Nelson
Mark Nelson (Westwood, 26 de setembro de 1955) é um ator, professor de atuação e diretor teatral norte-americano, provavelmente mais conhecido por sua participação no filme de terror Friday the 13th (1980). Ele também já apareceu em alguns outros filmes, assim como em várias telesséries e produções teatrais.

## Carreira

### Teatro
Na Broadway, Nelson apareceu em Angels in America, The Invention of Love, After the Fall e Three Sisters na Roundabout Theatre Company, além de ter integrado os elencos originais de Amadeus, Brighton Beach Memoirs, Biloxi Blues, Broadway Bound, Rumors e A Few Good Men. Interpretou Albert Einstein na peça Picasso at the Lapin Agile, dirigida por Steve Martin em 1995, e Herr Schultz na turnê de 2016 de Cabaret, com direção de Sam Mendes. Atuou ainda em My Name is Asher Lev, uma produção off-Broadway. Entre seus outros papéis estão Shylock em The Merchant of Venice (Shakespeare Theatre), Tio Vânia (na produção homônima encenada no Intiman Theatre), Matt em Talley's Folly (Berkshire Theatre Festival) e Bluntschli em Arms and the Man (Long Wharf Theatre). Em 2005, interpretou mais de 30 personagens diferentes em I Am My Own Wife, de Doug Wright e, em 2006, desempenhou o papel do Bibliotecário, único personagem da peça Underneath the Lintel, de Glen Berger.
Nelson já dirigiu peças como June Moon (1998) no Variety Arts Theatre, The Batting Cage (1999) no Berkshire Theatre Festival e Sarah, Sarah (2004) no New York City Center. Também trabalhou como diretor no Manhattan Theatre Club, Drama Dept, McCarter Theatre, George Street Playhouse e Chautauqua Theatre Company, sendo também regularmente convidado para dirigir produções na Juilliard School. Estudou atuação com Uta Hagen e graduou-se em 1977 pela Universidade de Princeton, tornando-se em 2009 professor de teatro no Lewis Center for the Arts, da referida instituição. Além disso, ele também ensina atuação na HB Studio, uma escola de artes cênicas sediada em Nova Iorque. Em 2013, Nelson recebeu um fellowship acadêmico do Lunt-Fontanne Theatre, um teatro da Broadway.

### Cinema e televisão
O ator estreou no cinema no terror Friday the 13th (1980), interpretando Ned, uma das vítimas dos misteriosos assassinatos no acampamento de Crystal Lake. Segundo o autor David Grove, Ned foi a primeira "vítima brincalhona" dos filmes de terror, um tipo de personagem que se tornaria clichê em futuras produções slasher.
 No ano seguinte, Nelson apareceu em um pequeno papel no drama The Chosen e, posteriormente, participou de longas-metragens como The First Wives Club (1996), The Rewrite (2014) e Lingua Franca (2020). Seu trabalho na televisão inclui uma participação no episódio "Melissa and Men" (1991) da série Thirtysomething (ABC), no qual interpretou Leonard, um personagem importante na trama do episódio. Ele também teve papéis em The Good Wife, Unforgettable, Law & Order e Spin City.

## Reconhecimento
O trabalho de Nelson no teatro rendeu-lhe alguns prêmios e indicações. Por sua interpretação de Einstein em Picasso at the Lapin Agile, ele recebeu os prêmios Obie (1996) Carbonell (1998), Drama League e San Francisco Critics. Também venceu o Lucille Lortel Award e foi indicado ao Drama Desk por seu trabalho de direção em June Moon. Em 2013, o ator voltou a receber uma indicação ao Lortel por seu desempenho na peça My Name is Asher Lev.

## Filmografia

### Cinema
| Ano  | Título                  | Papel             | Ref.   |
| ---- | ----------------------- | ----------------- | ------ |
| 1980 | Friday the 13th         | Ned               | [ 14 ] |
| 1981 | The Chosen              | Estudante de luta | [ 14 ] |
| 1989 | Bloodhounds of Broadway | Sam the Skate     | [ 26 ] |
| 1993 | The Seventh Coin        | Bibliotecário     | [ 27 ] |
| 1996 | The First Wives Club    | Eric Loest        | [ 16 ] |
| 2014 | The Rewrite             | Josh              | [ 17 ] |
| 2020 | Lingua Franca           | Romano            | [ 18 ] |

### Televisão
| Ano       | Título                            | Papel                   | Notas                                    | Ref.   |
| --------- | --------------------------------- | ----------------------- | ---------------------------------------- | ------ |
| 1985      | Remington Steele                  | Lino                    | Episódio: "Gourmet Steele"               | [ 28 ] |
| 1991      | Thirtysomething                   | Leonard                 | Episódio: "Melissa and Men"              | [ 20 ] |
| 1996      | Law & Order                       | Stein                   | Episódio: "Custody"                      | [ 29 ] |
| 1997      | Liberty! The American Revolution  | Legalista               | Episódio: "The World Turned Upside Down" | [ 30 ] |
| 1998      | Suddenly Susan                    | Paul                    | Episódio: "Not in This Life"             | [ 31 ] |
| 1998-2000 | Spin City                         | Terapeuta               | 4 episódios                              | [ 32 ] |
| 1999      | Law & Order: Special Victims Unit | Robert Stevens          | Episódio: "Payback"                      | [ 33 ] |
| 2000      | Law & Order                       | Julius Reinhard         | Episódio: "High & Low"                   | [ 34 ] |
| 2002      | Law & Order: Criminal Intent      | Mancuso                 | Episódio: "Badge"                        | [ 35 ] |
| 2007      | American Experience               | Nathaniel Pendleton     | Episódio: "Alexander Hamilton"           | [ 36 ] |
| 2013      | Unforgettable                     | Eugene Lustig           | Episódio: "Memory Kings"                 | [ 37 ] |
| 2014      | The Good Wife                     | Diretor Adam Englehardt | Episódio: "The Trial"                    | [ 38 ] |